# Waynesville (Ohio)
Waynesville es una villa ubicada en el condado de Warren en el estado estadounidense de Ohio. En el Censo de 2010 tenía una población de 2834 habitantes y una densidad poblacional de 459,17 personas por km².

## Geografía
Waynesville se encuentra ubicada en las coordenadas 39°31′55″N 84°5′27″O / 39.53194, -84.09083. Según la Oficina del Censo de los Estados Unidos, Waynesville tiene una superficie total de 6.17 km², de la cual 6.16 km² corresponden a tierra firme y (0.25%) 0.02 km² es agua.

## Demografía
Según el censo de 2010, había 2834 personas residiendo en Waynesville. La densidad de población era de 459,17 hab./km². De los 2834 habitantes, Waynesville estaba compuesto por el 96.82% blancos, el 0.39% eran afroamericanos, el 0.11% eran amerindios, el 0.42% eran asiáticos, el 0.07% eran isleños del Pacífico, el 0.11% eran de otras razas y el 2.08% pertenecían a dos o más razas. Del total de la población el 1.2% eran hispanos o latinos de cualquier raza.